# 脇山真治
脇山 真治（わきやま しんじ、1953年 - ） は、日本の芸術学者。専門はマルチ映像論、映像展示計画論、プレゼンテーション論。九州大学芸術工学研究院名誉教授。

## 人物・経歴
福岡県に生まれる。1972年福岡県立修猷館高等学校を経て、九州芸術工科大学を卒業。同大学院修士課程を修了。
1979年博報堂に入社し、博覧会などの展示計画に従事する。1998年九州芸術工科大学にて学位取得。1999年九州芸術工科大学教授に就任。2003年同大学が九州大学と統合し、九州大学大学院芸術工学研究院教授。九州大学副理事、附属芸術工学図書館長などを務めた。博覧会や展示会、コンサート等のイベントや博物館、テーマパーク等のために制作・上映された、展示映像の保存に関する研究なども進めた。2019年定年退職。
2019年マルチ映像の企画・制作・コンサルティングなどを行なう、マルチ映像研究スタジオわきすたを設立。2021年展示映像の記録・保存を行う、一般社団法人展示映像総合アーカイブセンターを設立。